# جنگ داخلی جمهوری آفریقای مرکزی
جنگ داخلی جمهوری آفریقای مرکزی (Séléka) جنگ داخلی جاری در جمهوری آفریقای مرکزی است که در آن دولت، شورشیان ائتلاف سلکا و شبه‌نظامیان آنتی بالاکا درگیر هستند.